# コルナ

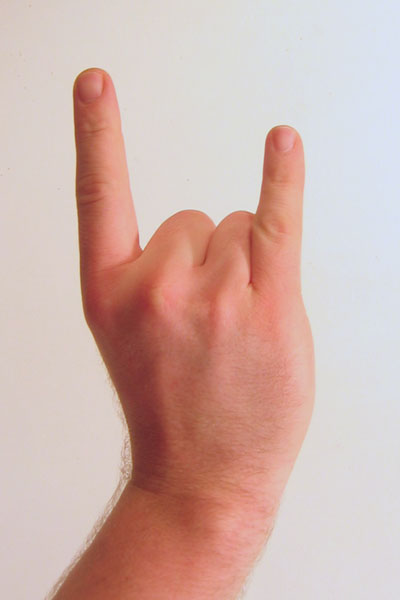
人指し指と小指を立てたコルナのジェスチャー

コルナ (イタリア語: gesto delle corna [直訳：角の手振り]の日本における短縮語) は、人差し指と小指は立て、親指、中指、薬指はたたんだ状態の手を使ったジェスチャー（手振り）である。地中海諸国では侮辱的な意味を持つ。このジェスチャーの起源は古代ギリシアまで遡るとされている。コルナは、イタリア語で角（つの）を意味する。日本では「お前さん酔っ払ったぜ」という意味で使われる場合もある。
このジェスチャーには悪運や邪視を祓う意味もあるほか、サタンやサタン崇拝とも関連性がある。

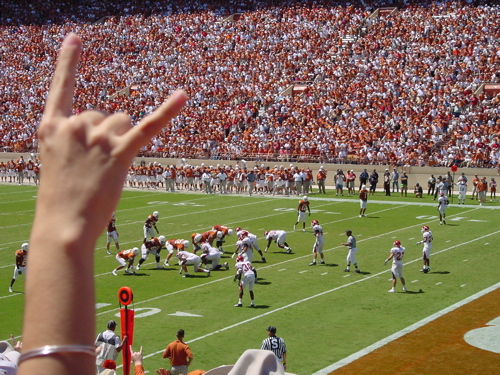
アメリカン・フットボール観戦時の "Hook 'em Horns"

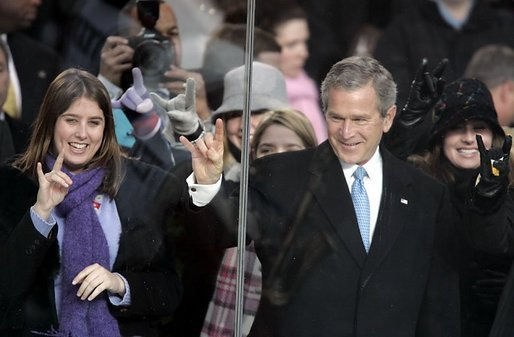
ブッシュ大統領らの "Hook 'em Horns"

他にもテキサス大学ではテキサスの象徴である雄牛の角のシンボルとし、スポーツ観戦で Hook 'em Horns（角で掛けろ）といった使われ方もある。スタン・ハンセンがリングインする際に「YOUTH！」の声と共に見せていた「テキサス・ロングホーン」は日本でもつとに有名である。ヘヴィメタルにおいても様々な意味を持ち、現在ではRock on（めいっぱいロックしよう）程度の解釈でも使用される。この意味では devil horns、goat horns、throwing the goat、evil fingers、Pommesgabel、mano cornuto、または単に the horns の別名でも知られていて、日本ではメロイック・サイン（maloik sign。イタリア語で邪視を意味する malocchio から来ているとする説あり）、デビル・サインの名で知られている。いずれも侮辱などのネガティヴな意味はない。
コルナはしばしばアメリカ手話の“I Love You”（愛してる）と混同されるが、これは親指も立てる点で異なる。また、ハワイなどで使われている挨拶のジェスチャー“シャカ・サイン”は親指と小指のみを立てるものであり、これも異なるものである。
電子メールやインスタントメッセンジャーで使われるアスキーアートは以下の3つが一般的。
- \m/ (バックスラッシュ、小文字のエム、スラッシュ)
- \,,/ (バックスラッシュ、コンマ、コンマ、スラッシュ)
- lml (小文字のエル、小文字のエム、小文字のエル)

## 不貞、背信
イタリアでは、伸ばした2本の指を角に見立てて本人に見つからないように後ろ頭から出す、あるいは妻（稀に夫）に騙されていることを示唆するために相手に突きつけたりする。イタリアでは、男女を問わず、「自分のパートナーが浮気をすると、（浮気された方に）角が生える」と言われている。
古典ラテン語の「cornutam」（コルヌータム）には「光線で輝く」「光輪で包まれた」という意味と「角の生えた」という意味の両方があったが、ラテン語から派生したイタリア語の「cornuto」（コルヌート）には「角の生えた」という意味しか残らなかった。現代イタリア語の「cornuto」には、「角の生えた」の意味の他に、暗喩として「妻を寝取られた（男）」「夫に浮気された（女）」の意味がある。
これらの起源は、ミノタウロスの伝説からきている。ミノタウロスはパシパエと白い牛の間に生まれ、クレタ島のミノスに背いた。角の生えたミノタウロスは、裏切りの最も顕著な証になった。

## 迷信
不幸な出来事に見舞われた時、あるいは非運を示唆された時、それら宿命を避けるためコルナで悪運を祓うことができる。これは木を叩いて不幸を避ける行為と同様の意味を持つが、より低俗な方法である。興味深いことに、イタリア人は「鉄に触れる (tocca ferro)」ことでこの代わりとするが、これは低俗なこととされない。そして睾丸を掴むのも同じ意味を持つが、これは低俗な方法となる。しかしこの行為はおそらく三者の中で最も一般的な方法であると思われる。以上に挙げた三種のジェスチャーは、行為者を護る超自然の力を、魔法のように導き出すものとされている。
これらのジェスチャーを使用するシチュエーションとして最も典型的なパターンは、黒猫が目の前を横切った時、霊柩車を目にした時（積載の有無は無関係）、尼を見た時、その他不運をもたらすと信じられている状況や物あるいは人物に遭遇した時である。かつては邪視による呪いの作用を阻むためと考えられていたため、歴史的にこのジェスチャーは魔女と思われる人間に対して向けられたものである。
イタリアの大統領ジョヴァンニ・レオーネは、コレラ発生中のナポリを訪れた際に患者の手を握りながら後ろ手でコルナを作ったことで国中に衝撃を与えた。この行為は後方に控えていたジャーナリストらによって写真や文書で記録が残されているが、大統領はこの瞬間だけ失念していたのだ。このジェスチャーは患者に対する大きな侮辱と認識されることになった。

## 悪魔崇拝との関連性
アントン・ラヴェイは、1960年代にサタンの儀式としてコルナを流布した。彼の肖像は頻繁にマスコミに乗り、著書 The Satanic Bible とともにこのジェスチャーは広まっていった。その結果、サタン崇拝者が至るところで行うようになっている（OKも参照）。
世界の多くの著名人・有名人・芸能人がこれに関連するサインを行っているとされており、イルミナティとの関係性も報道機関より報じられている。
14世紀発行のアラビア百科事典『Kitab al-Bulhan』では両手を交差させることによって「X」に見立てたハンドサインを行なっているバフォメットに類似した悪魔が描かれている（Book of Wondersも参照）。

## ヘヴィメタル

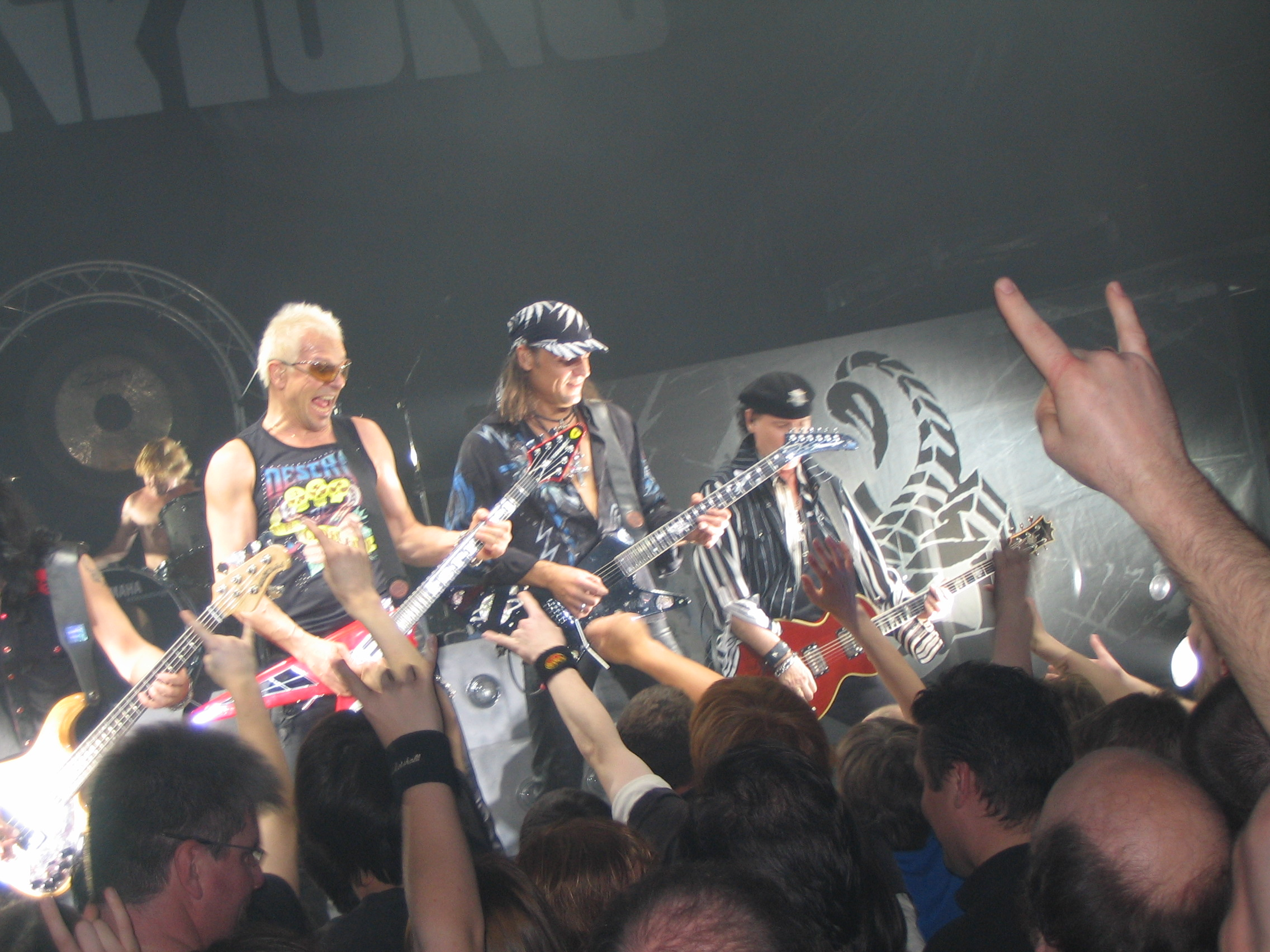
スコーピオンズのライブ

起源は定かではないが、ヘヴィメタルにおいて一般的なものになった。その要因になったのは、イタリア人の祖母を持つロニー・ジェイムス・ディオで、彼の祖母が邪視 (malocchio) を祓うために使っていたという。そして、ジーン・シモンズはこのサインを自ら発案したとされており、キッスのアルバム『ラヴ・ガン』 (1977年) のジャケットで指を立てているのが確認できる。しかし、このジャケットはレイアウトの関係で指が不鮮明で、2本の指を立てた完全なジェスチャーにはなっているが、添えられた親指は確認できない。
メタル・ファンはこのジェスチャーを神秘主義、サタン、悪、あるいは単なる「メタルっぽさ」を包括する曖昧な象徴として受け入れており、ヘッドバンギングなどと同様に一般的なものになっている。さらに現在ではヘヴィメタルを超えてロック共通のフォームになっており、より普遍的なものになりつつある。ロック・シーンではこのジェスチャーに悪意はなく、Rock on（めいっぱいロックしよう）程度と解釈され、この意味では人差し指と小指と親指を立てる I Love You（愛してる）と混同されることが多い。
なお、P-Funkとそのファンは数十年来このジェスチャーを使っており、ヘヴィメタルよりも先んじているとされる。
KISSのジーン・シモンズは、2017年6月16日に米国特許商標庁に「人差し指と小指を上に向けて開き、親指を直角に開いた形の手ぶりで構成される」ジェスチャーを申請した。正統派のジェスチャーは親指を閉じた形だが、シモンズのは親指を直角に開く。シモンズによると、このハンドジェスチャーは、1974年11月14日に商業で初めて使用された。シモンズは2017年6月21日にこの申請を放棄した。

## その他の使用例
アメリカの著名なプロレスラーであったスタン・ハンセンも、リングインなどの際、同様のポーズを取り、彼の代名詞ともなっていた。テキサス・ロング・ホーンと呼ばれていたこのポーズ・サインは多分にテキサス大学の影響があると思われる。
また、カナダのプロレスラーブレット・ハート氏が現役時代、コーナーポストで似たようなポーズを取っていたが、実際は親指を立てた"I love You"の方であった。

## コルナ以外の意味
- Unite(団結) 頭文字のUを表す。アフリカン・アメリカンの団結を呼びかける意味がある。
- 1970年代初頭からP-funk、ファンカデリックのファンにとって「Pファンクサイン」として知られる。ジョージ・クリントンとブーチー・コリンズがマザーシップへのパスワードとして使用した。SF神話の中心的な要素であり、ファンはバンドの熱意を示すために使用する。1977年のアルバムの表紙にこのハンドサインをするブーチーが描かれている。
- ドミニカ共和国では、ザファと呼ばれ、これらのジェスチャーはすべて、超自然的な保護を呼び起こすことを目的とする。
- イスラエルでは Shabi というジェスチャーが知られ、子供向けテレビ番組のカタツムリに似せている。
- 野球では「ツー・アウト」、アメリカンフットボールでは「セカンドダウン」を示すジェスチャー。
- インド古典舞踊ではライオンを象徴するシンボリックサイン。
- 仏教では、山羊のサイン。ゴータマブッダが否定的な考えなど障害物の除去、悪魔祓いの意味で使った。「カラナムードラ」として非常に一般的に使用されるアポトロピックなジェスチャー。
- ウィッカ、（英: Wicca）ネオペイガニズムの一派であり、欧州古代の多神教的信仰、特に女神崇拝を復活させたとする新宗教では　角のサインとして宗教儀式の際に、角のある神を呼び出したり、表したりするために使用されます。
- アメリカンギャングの間ではMara Salvatrucha (中央アメリカ及びアメリカ合衆国に存在する大規模ギャング集団）の所属や忠誠を示すために使用される。
- Hook 'em Hornsと呼ばれる。テキサス大学オースティン校のスローガンであり手信号。大学の卒業生と卒業生は、「Hook 'em」または「Hook' em Horns」というフレーズの挨拶をし、このフレーズを別れのとき,または手紙や物語の締めくくりとして使用します。このジェスチャーは、UTマスコット、テキサスロングホーンベボの頭と角の形状に由来する。
- サウスフロリダ大学ブルズのファンは、スポーツイベントでこのサインを使用する。"Go Bulls"の意味。
- ノースダコタ州立大学バイソン陸上競技のファンも「バイソン」と呼ばれる同様の手のジェスチャーを使用する。しかし、小指と人差し指は通常、少し曲がっており、バイソンの角の形状を模倣している。
- ユタ大学のサッカーと体操のファンは、このジェスチャーを使用して、頭文字「U」を示す。
- ノースウェスタン州立大学の陸上競技のファンも、「フォーク」と呼ばれる同様の手のジェスチャーを使用する。
- チリ大学サッカーチームのファンは、このジェスチャーを使用してU字型の手のジェスチャーを形成し、「Grande la U」というフレーズとともにチームへのサポートを表している。
- 1968年の初めから、シカゴを拠点とするサイケデリックロックバンドCovenのコンサートは常に最初と最後にはシンガーのドーソンがステージでこのサインをした。